# Mnichovo Hradiště
Pour les articles homonymes, voir Hradiště.
Mnichovo Hradiště (en allemand : Münchengrätz) est une ville du district de Mladá Boleslav, dans la région de Bohême-Centrale, en République tchèque. Sa population s'élevait à 8 950 habitants en 2024.

## Géographie
Mnichovo Hradiště est arrosée par la Jizera, un affluent de l'Elbe, et se trouve à 14 km au nord-nord-est de Mladá Boleslav et à 63 km au nord-est de Prague. À l'est de la ville commence la réserve naturelle du Paradis de Bohême. Elle est desservie par la voie rapide R10 reliant Prague à Turnov.

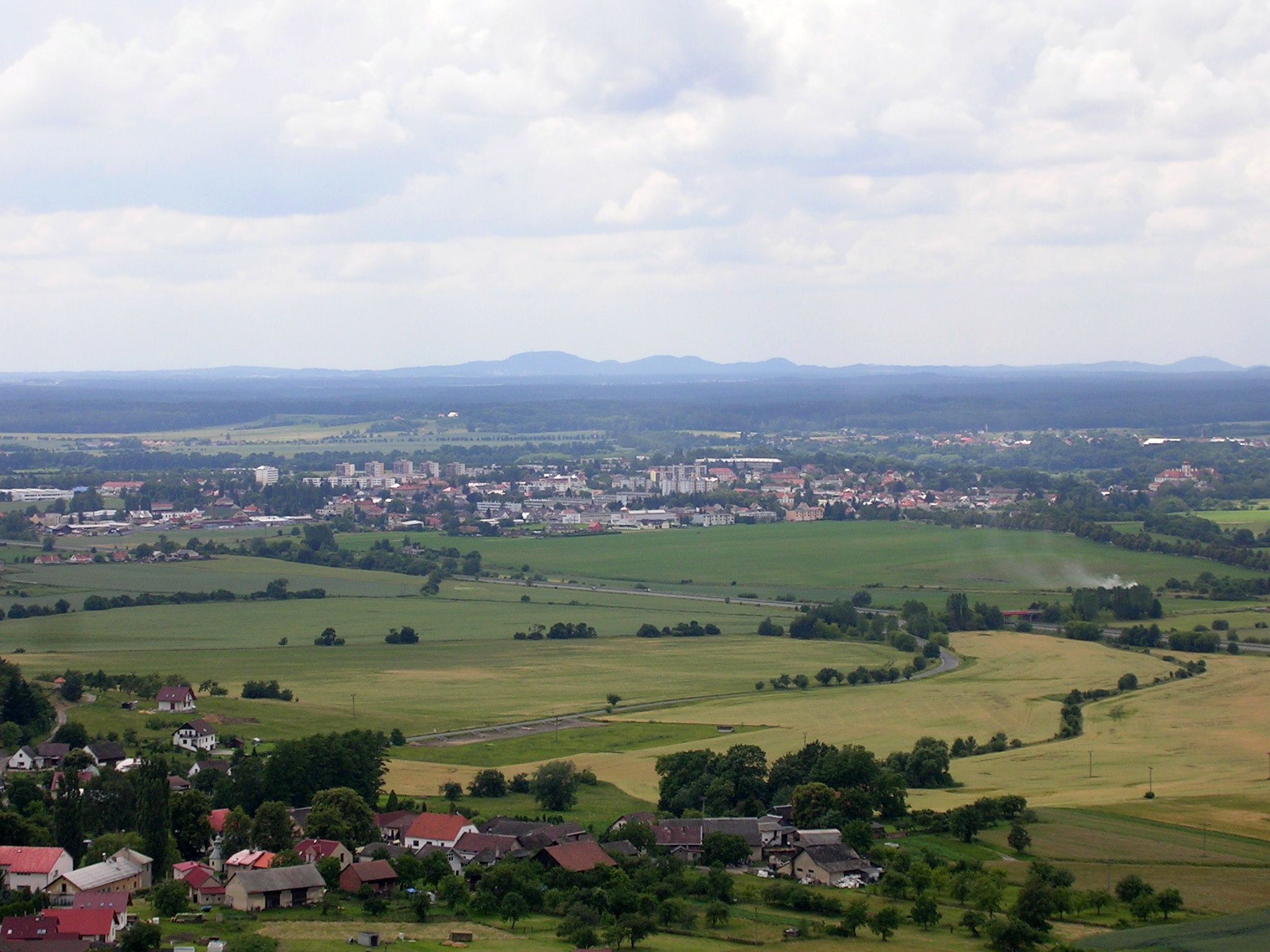
Vue de Mnichovo Hradiště depuis le nord-est (au premier plan : Dneboh).

La commune est limitée par Mohelnice nad Jizerou, Chocnějovice, Loukovec et Březina au nord, par Boseň à l'est, par Kněžmost et Bakov nad Jizerou au sud, et par Ptýrov, Klášter Hradiště nad Jizerou et Jivina à l'ouest.

## Histoire
Vers le milieu du XIIIe siècle, une ville de foire non-fortifiée s'établit à cet endroit, sur les terres du monastère cistercien de Hradiště. Le nom du bourg est évoqué pour la première fois dans les annales du monastère en 1279. Le monastère fut détruit en 1420 par les Orphelins tchèques, un courant du mouvement Hussite ; il ne fut jamais reconstruit. Les terres de l'abbaye échurent ensuite au comte catholique Johann von Wartemberg, mais dès 1440 le chef hussite Jan Čapek de Sány (en) s'empara de la ville et des terres avoisinantes. Devenue une hypothèque, Mnichovo Hradiště passa sans cesse de main en main jusqu'à ce qu'en 1556, la chambre royale de Bohême l'attribue à deux seigneurs locaux, Jiří de Labouň et Jindřich Žibřid. Les descendants de Zibřid vendirent la ville et les terres en 1582 à Christoph Budovec z Budova. Son fils, Václav Budovec z Budova (de), fit construire un premier château. Il fut l'un des meneurs des parlementaires rebelles lors de la praguerie de 1618 contre les Habsbourg, et fut exécuté en 1621. Ses biens furent attribués en 1623 au connétable Albrecht von Wallenstein et devaient demeurer dans le patrimoine de cette famille Waldstein jusqu'en 1945, qui d'ailleurs fit du château la résidence dynastique.
Jusqu'en 1918, la ville de Münchengrätz - Mnichovo Hradiště fait partie de la monarchie autrichienne (empire d'Autriche), puis Autriche-Hongrie (Cisleithanie après le compromis de 1867), chef-lieu du district de même nom, l'un des 94 Bezirkshauptmannschaften en Bohême.
Il s'y tint, du 10 au 12 septembre 1833, la Conférence de Münchengrätz (de), organisée par la Prusse, la Russie et l’Autriche pour arrêter une politique commune de lutte contre le progrès des idées libérales en Europe.
Le 28 juin 1866, la ville fut le théâtre de l'affrontement du corps d'armée Clam-Gallas et du 4e corps de la Ire armée prussienne et de l'avant-garde du 10e régiment de Hussards. Cette bataille se solda par la victoire de la Prusse et de ses alliés.

## Patrimoine
Patrimoine religieux

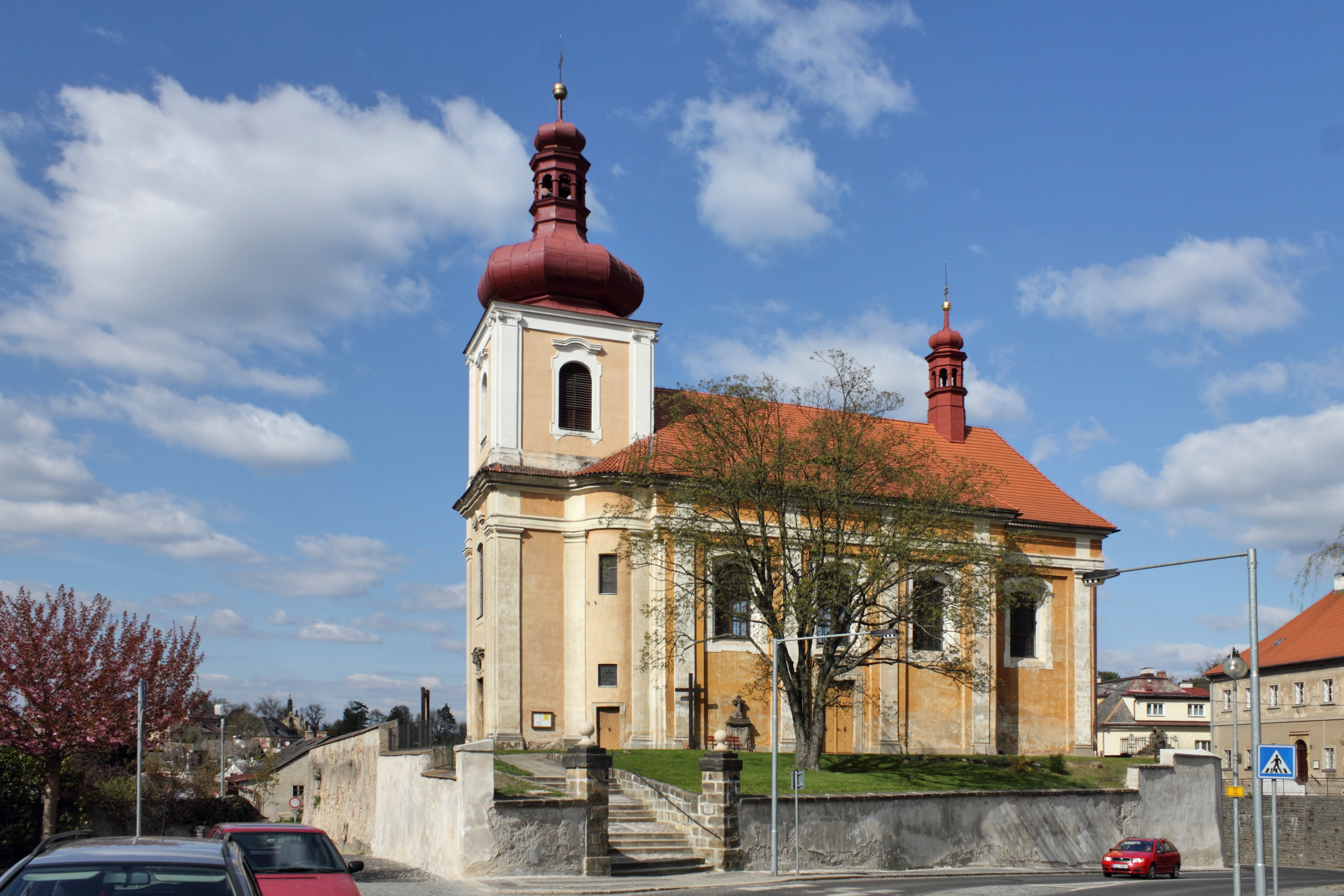
Église Saint-Jacques.
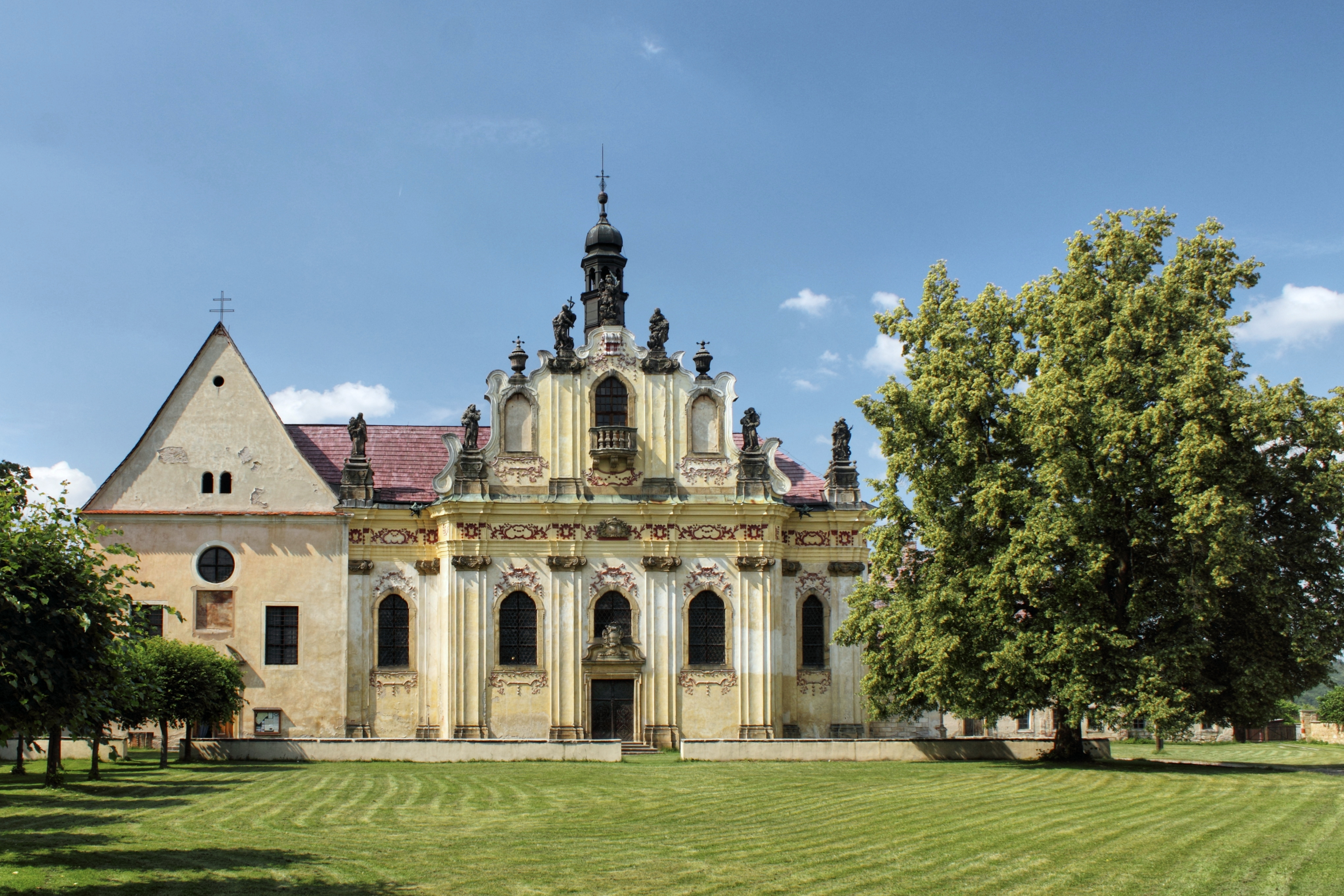
Couvent des capucines.

Patrimoine civil
- Le château de Mnichovo Hradiště (de), de style Baroque, est flanqué du couvent des Capucines. Depuis 1782, la chapelle Sainte-Anne du couvent abrite la dépouille d'un illustre chef de guerre, le duc Albrecht von Wallenstein, qui y fut transférée lors de la dissolution de la chartreuse.

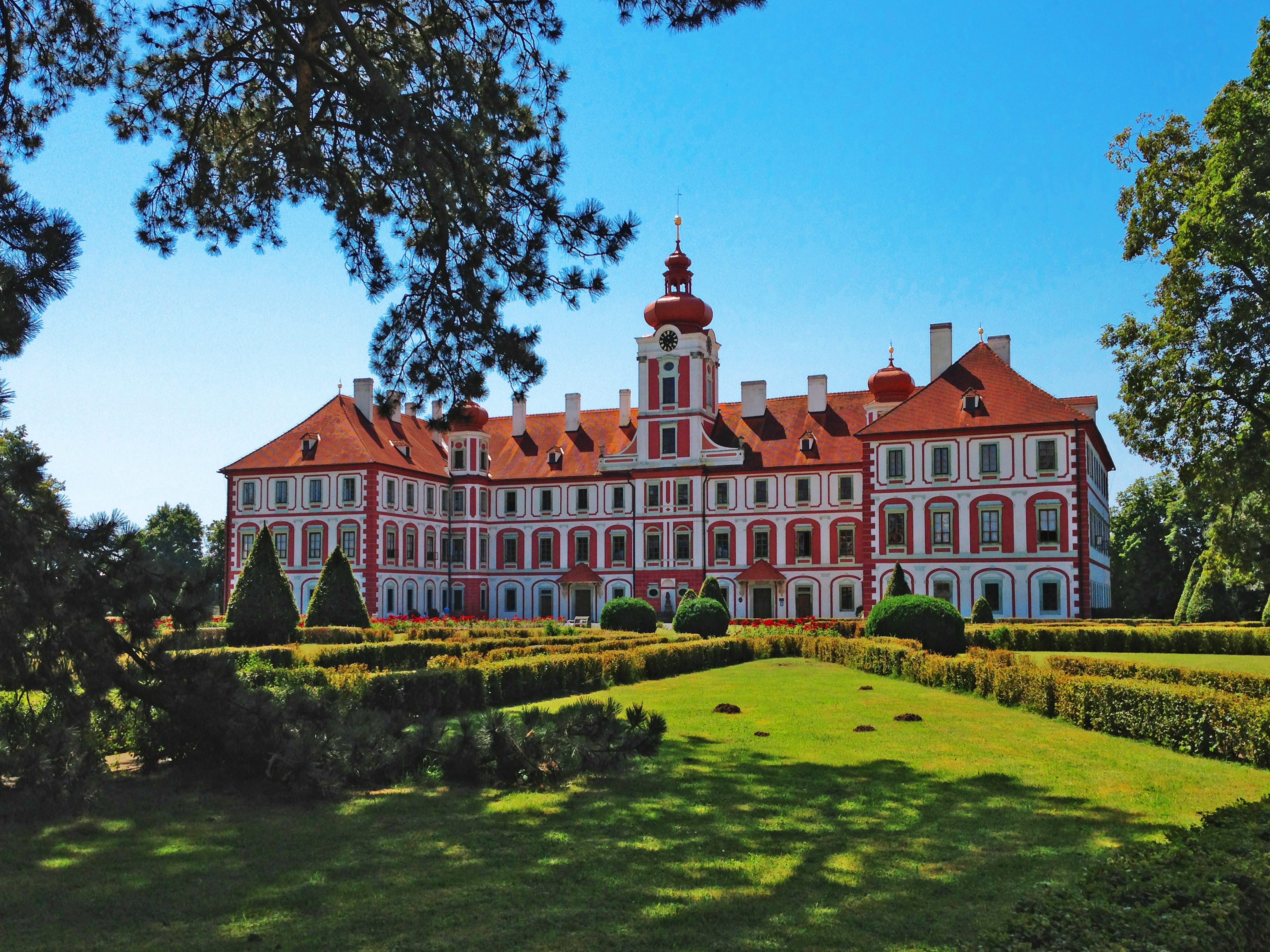
Château : la façade.
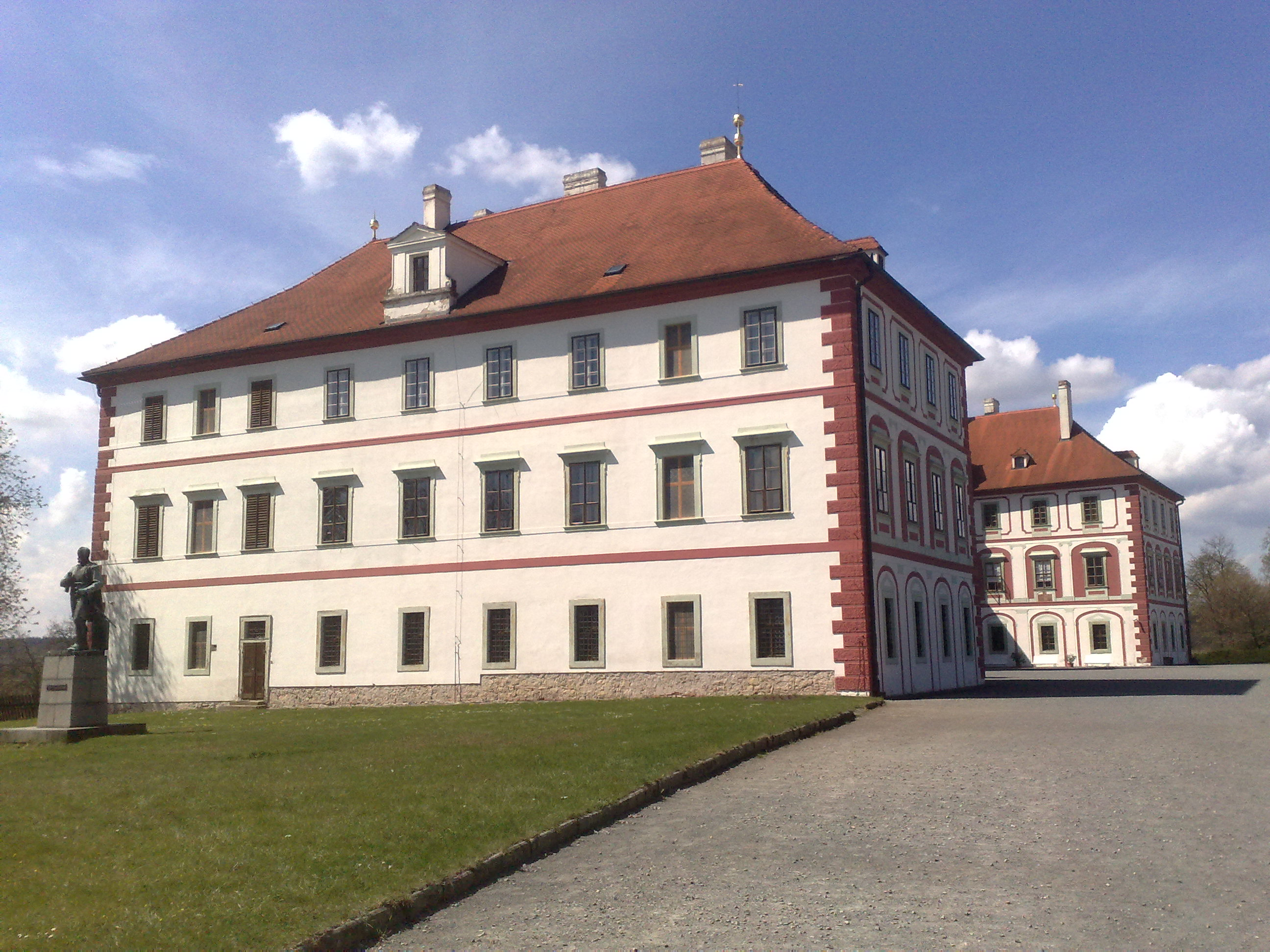
Château : l'aile Est.

- Non loin de la ville se trouvent le château-fort de Drábské světničky (de) ainsi que le château en ruines de château de Valečov (de).

Patrimoine naturel
- La réserve naturelle du Paradis de Bohême.

## Administration
La commune se compose de douze sections : 
- Dneboh
- Dobrá Voda
- Hněvousice
- Hoškovice
- Hradec
- Kruhy
- Lhotce
- Mnichovo Hradiště
- Olšina
- Podolí
- Sychrov
- Veselá

## Personnalités
- Emanuel Arnold (de) (1800–1869), homme politique
- Leopold Kompert (1822–1886), écrivain

## Jumelage
- Erzhausen (Allemagne)